# Comuna Dobra, Hunedoara
Dobra (în maghiară: Dobra, în germană: Judendorf) este o comună în județul Hunedoara, Transilvania, România, formată din satele Abucea, Bujoru, Dobra (reședința), Făgețel, Lăpușnic, Mihăiești, Panc, Panc-Săliște, Rădulești, Roșcani, Stâncești, Stâncești-Ohaba și Stretea.

## Demografie
Componența etnică a comunei Dobra
     Români (93,04%)
     Alte etnii (0,84%)
     Necunoscută (6,12%)
Componența confesională a comunei Dobra
     Ortodocși (74,27%)
     Penticostali (16,95%)
     Baptiști (1,25%)
     Alte religii (0,97%)
     Necunoscută (6,56%)
Conform recensământului efectuat în 2021, populația comunei Dobra se ridică la 3.203 locuitori, în scădere față de recensământul anterior din 2011, când fuseseră înregistrați 3.345 de locuitori. Majoritatea locuitorilor sunt români (93,04%), iar pentru 6,12% nu se cunoaște apartenența etnică. Din punct de vedere confesional, majoritatea locuitorilor sunt ortodocși (74,27%), cu minorități de penticostali (16,95%) și baptiști (1,25%), iar pentru 6,56% nu se cunoaște apartenența confesională.

## Politică și administrație
Comuna Dobra este administrată de un primar și un consiliu local compus din 13 consilieri. Primarul, Ovidiu Iosif Pădurean[*], de la Partidul Social Democrat, este în funcție din 2012. Începând cu alegerile locale din 2024, consiliul local are următoarea componență pe partide politice:
|  | Partid                          | Consilieri | Componența Consiliului | Componența Consiliului | Componența Consiliului | Componența Consiliului | Componența Consiliului | Componența Consiliului | Componența Consiliului | Componența Consiliului | Componența Consiliului |
|  | ------------------------------- | ---------- | ---------------------- | ---------------------- | ---------------------- | ---------------------- | ---------------------- | ---------------------- | ---------------------- | ---------------------- | ---------------------- |
|  | Partidul Social Democrat        | 9          |                        |                        |                        |                        |                        |                        |                        |                        |                        |
|  | Partidul Național Liberal       | 2          |                        |                        |                        |                        |                        |                        |                        |                        |                        |
|  | Alianța pentru Unirea Românilor | 2          |                        |                        |                        |                        |                        |                        |                        |                        |                        |

## Atracții turistice
- Biserica de lemn "Pogorârea Duhului Sfânt" din satul Abucea, construcție secolul al XVIII-lea, monument istoric
- Biserica de lemn "Cuvioasa Paraschiva" din satul Rădulești, construită în anul 1733, monument istoric
- Biserica de lemn "Cuvioasa Paraschiva" din satul Stâncești, construcție secolul al XVIII-lea, monument istoric
- Biserica de zid din satul Lăpușnic, construcție secolul al XVII-lea
- Biserica de zid din satul Roșcani, construcție secolul al XIV-lea
- Monumentul Eroilor din satul Dobra
- Monumentul Eroilor din satul Mihăiești
- Pădurea seculară din lunca Dobrei
- Defileul Mureșului (sit de importanță comunitară inclus în rețeaua europeană Natura 2000 în România)

## Personalități
- Nicolae Oancea (1888 - 1958), deputat în Marea Adunare Națională de la Alba Iulia 1918
- Toma Roșu (1875 - 1949), deputat în Marea Adunare Națională de la Alba Iulia 1918

- Ioan Tomuța (1891 - 1976), deputat în Marea Adunare Națională de la Alba Iulia 1918

## Imagini

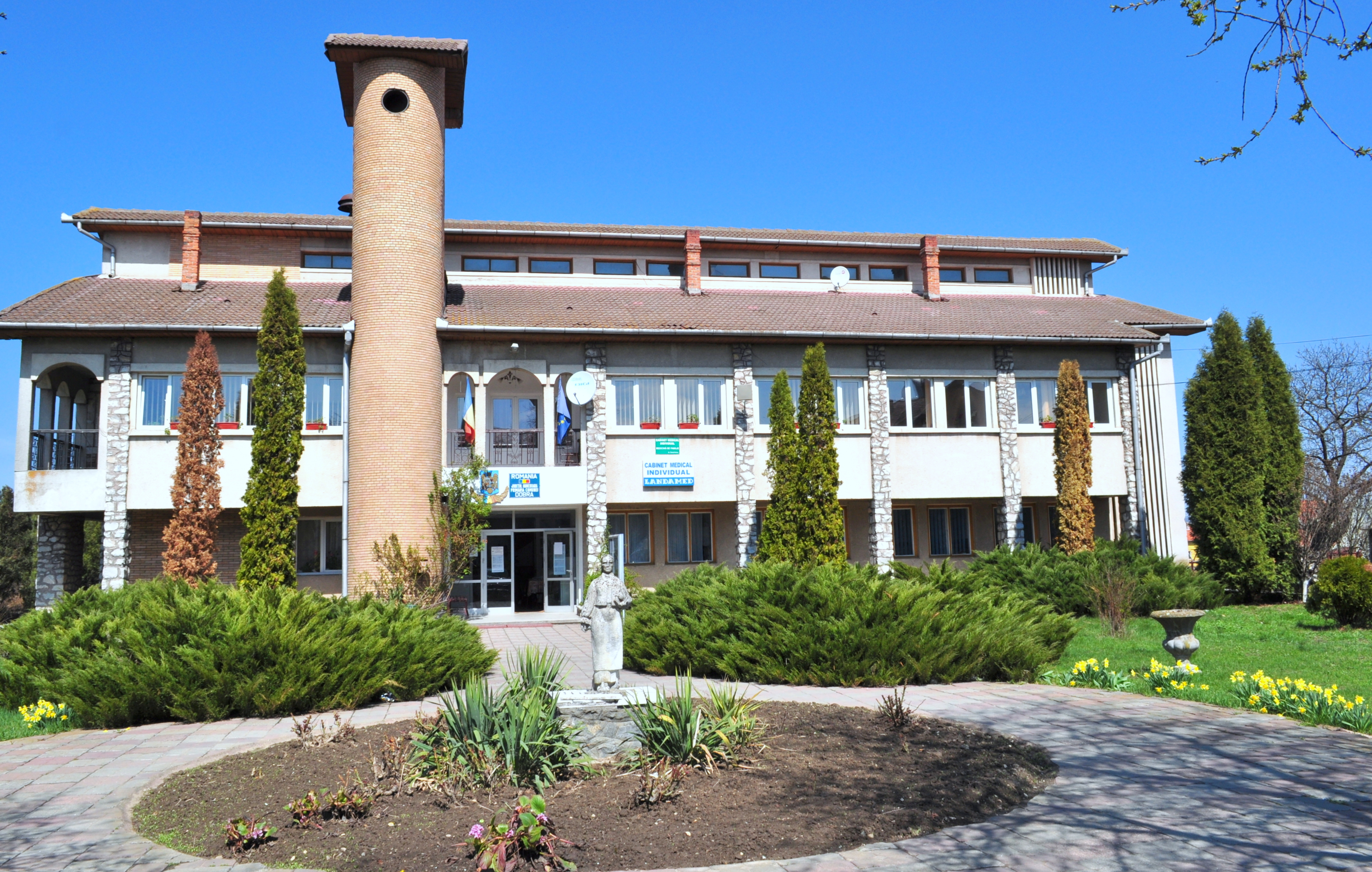
Primăria comunei Dobra
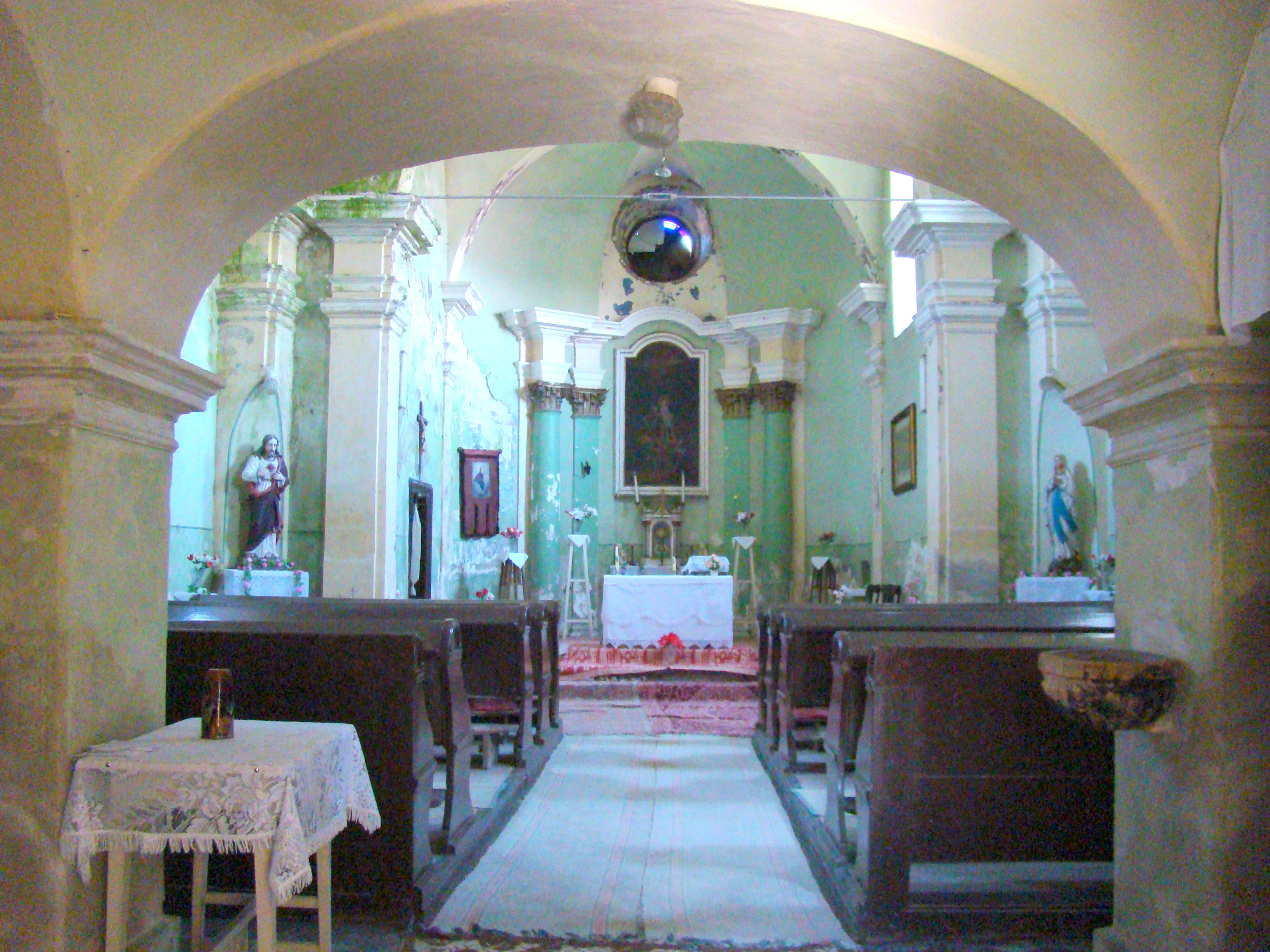
Biserica romano-catolică din Dobra (interiorul navei)
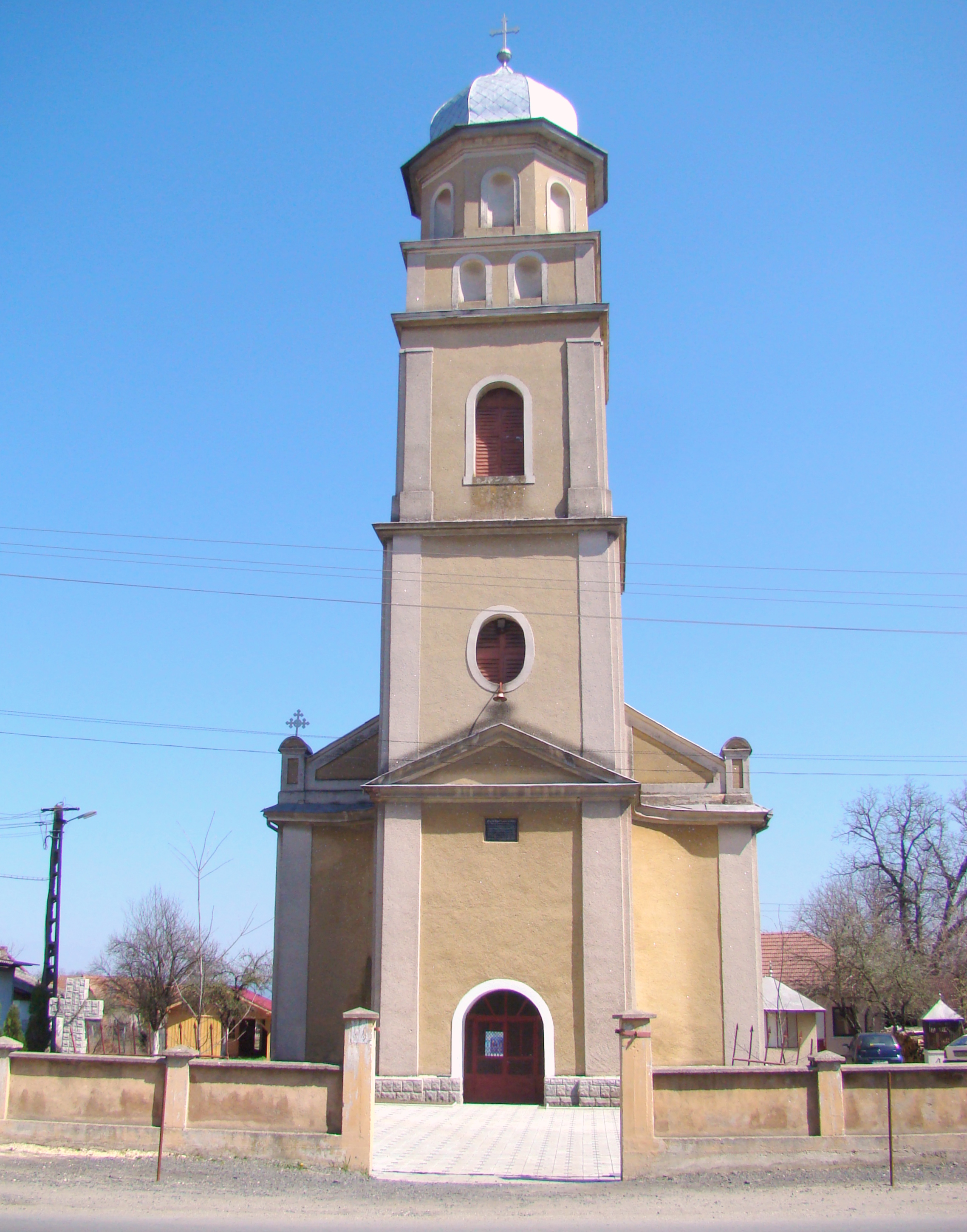
Biserica „Pogorârea Duhului Sfânt” (1815)
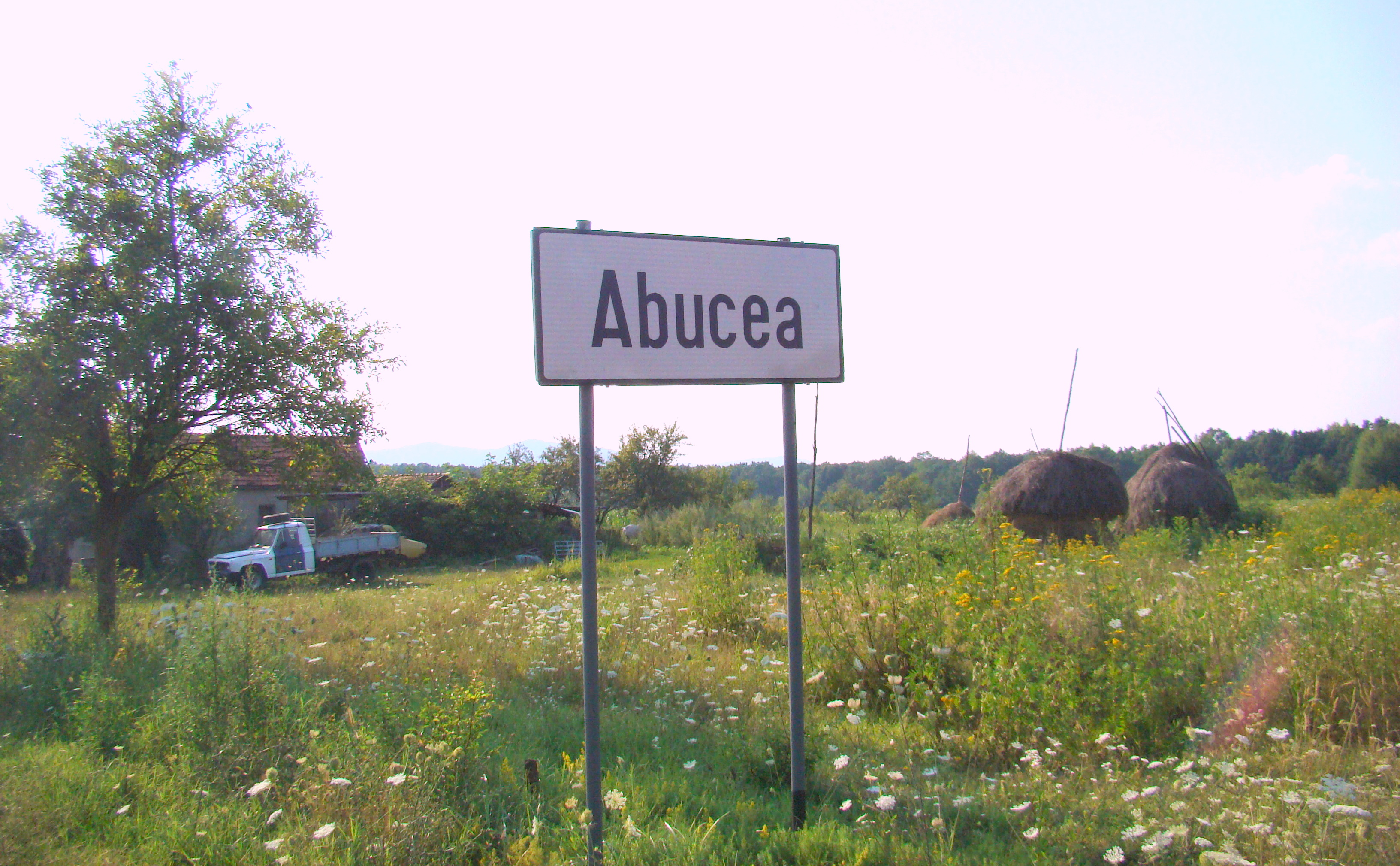
Intrarea în satul Abucea
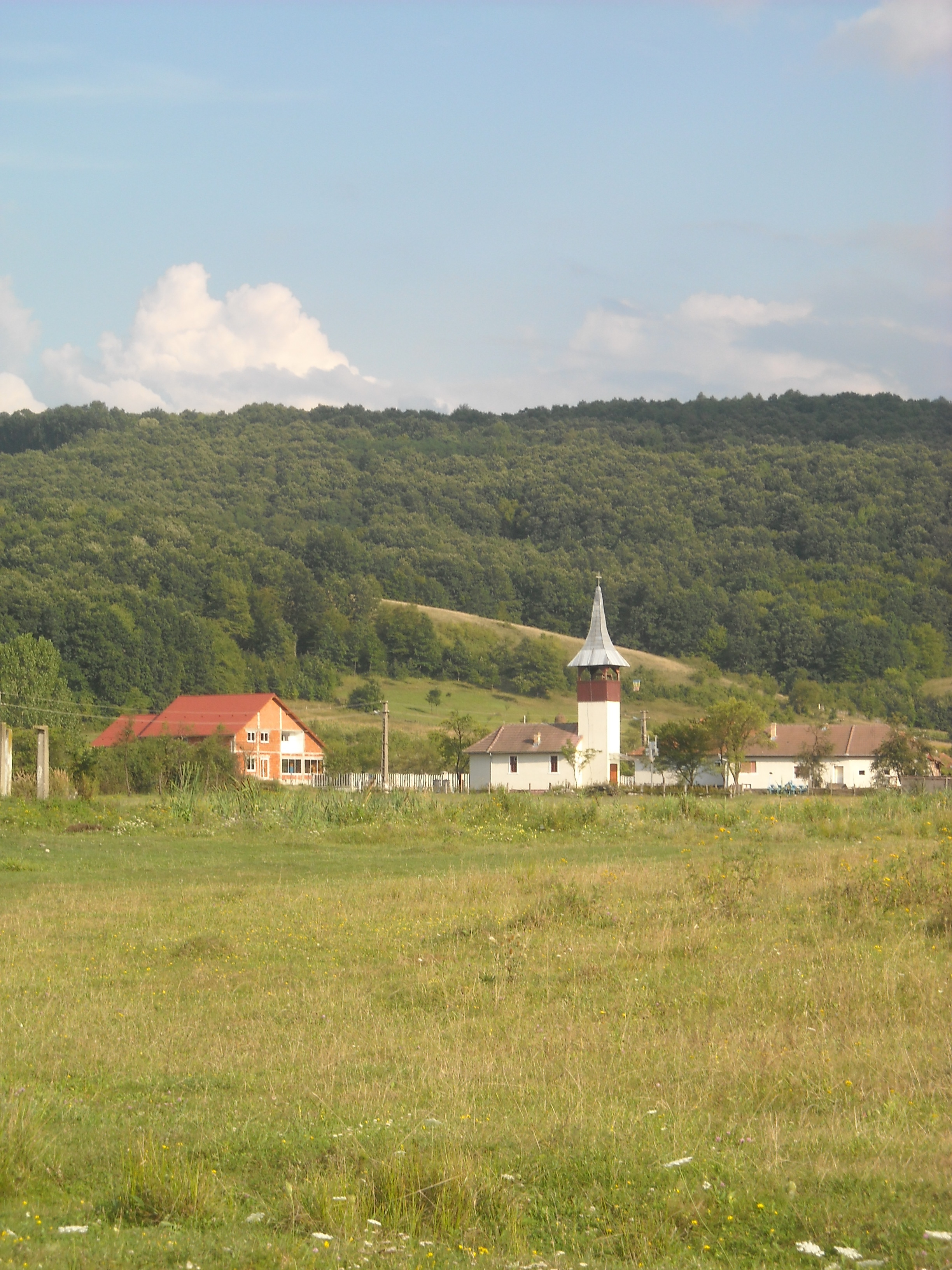
Abucea
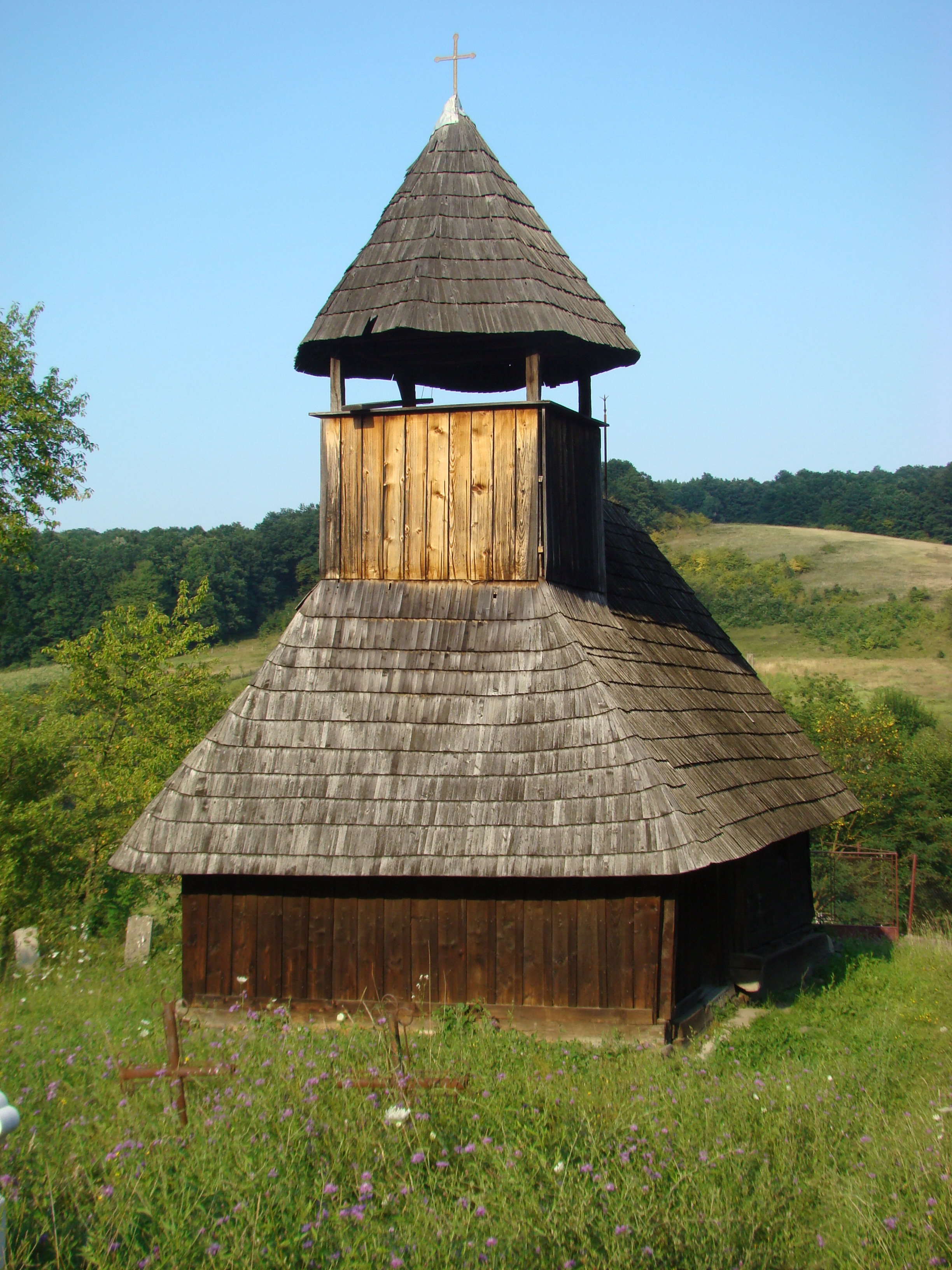
Biserica de lemn din Abucea (monument istoric)
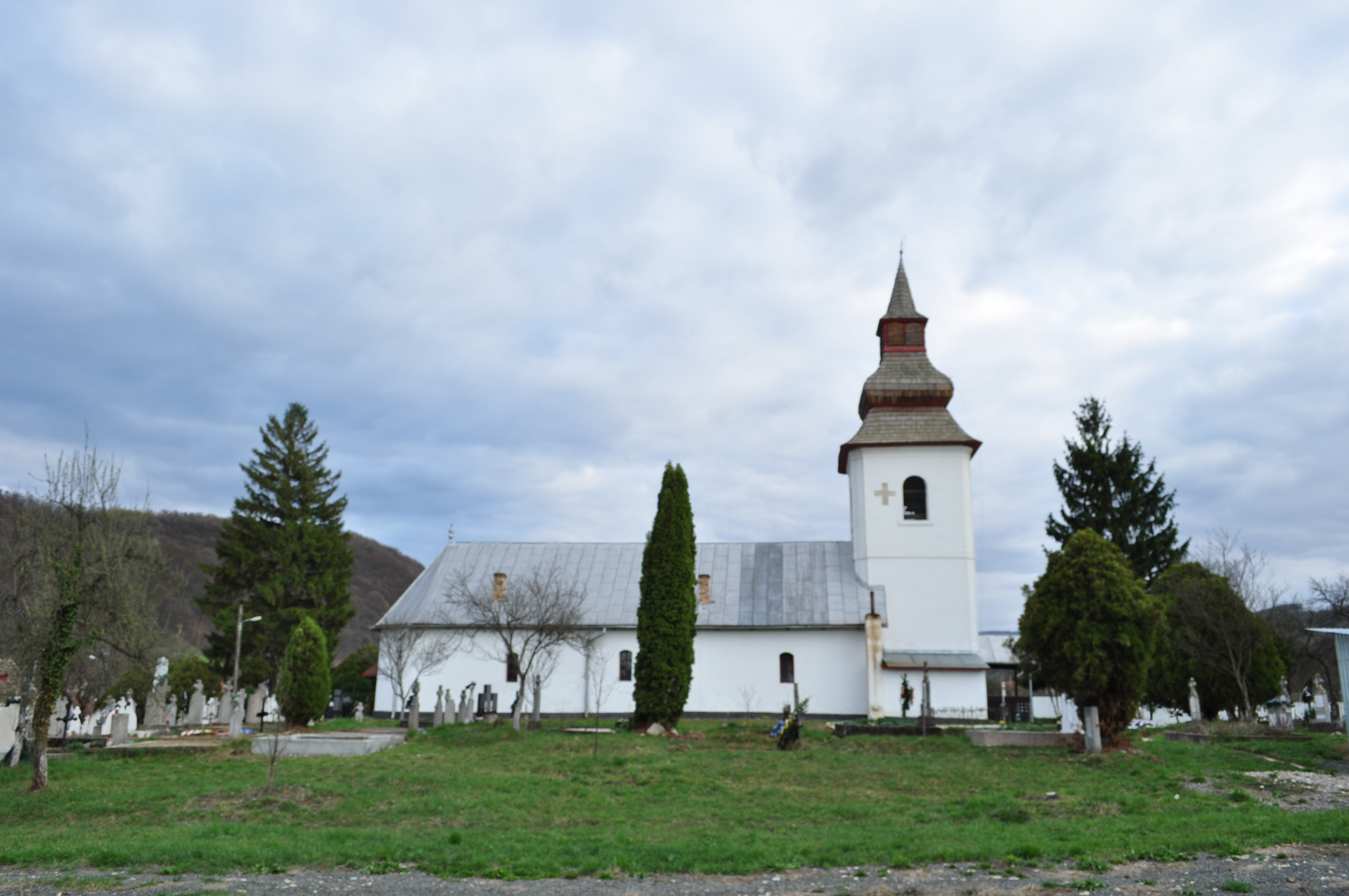
Biserica Cuvioasa Paraschiva din Lăpușnic (monument istoric)
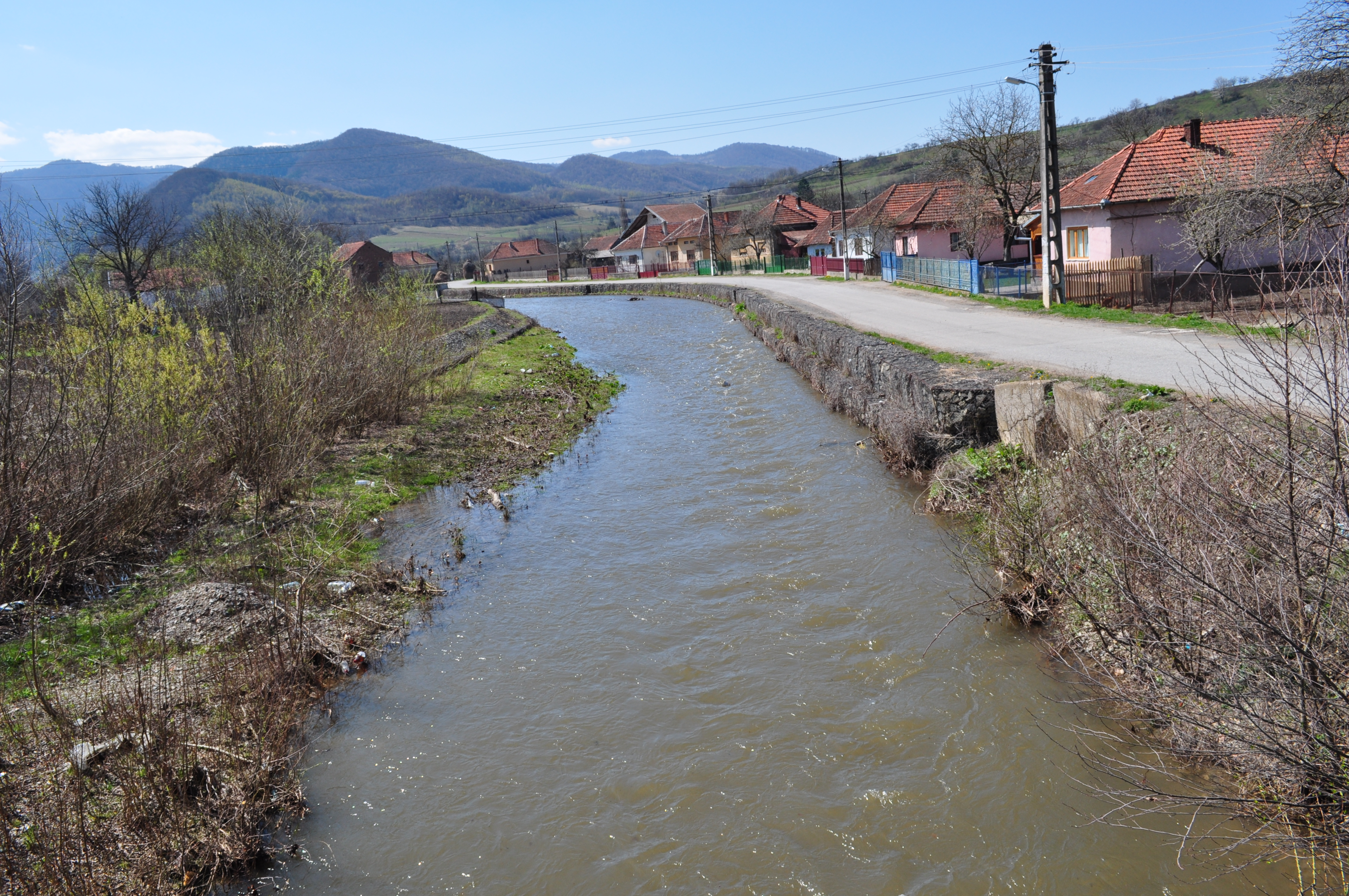
Râul Dobra și satul Mihăiești
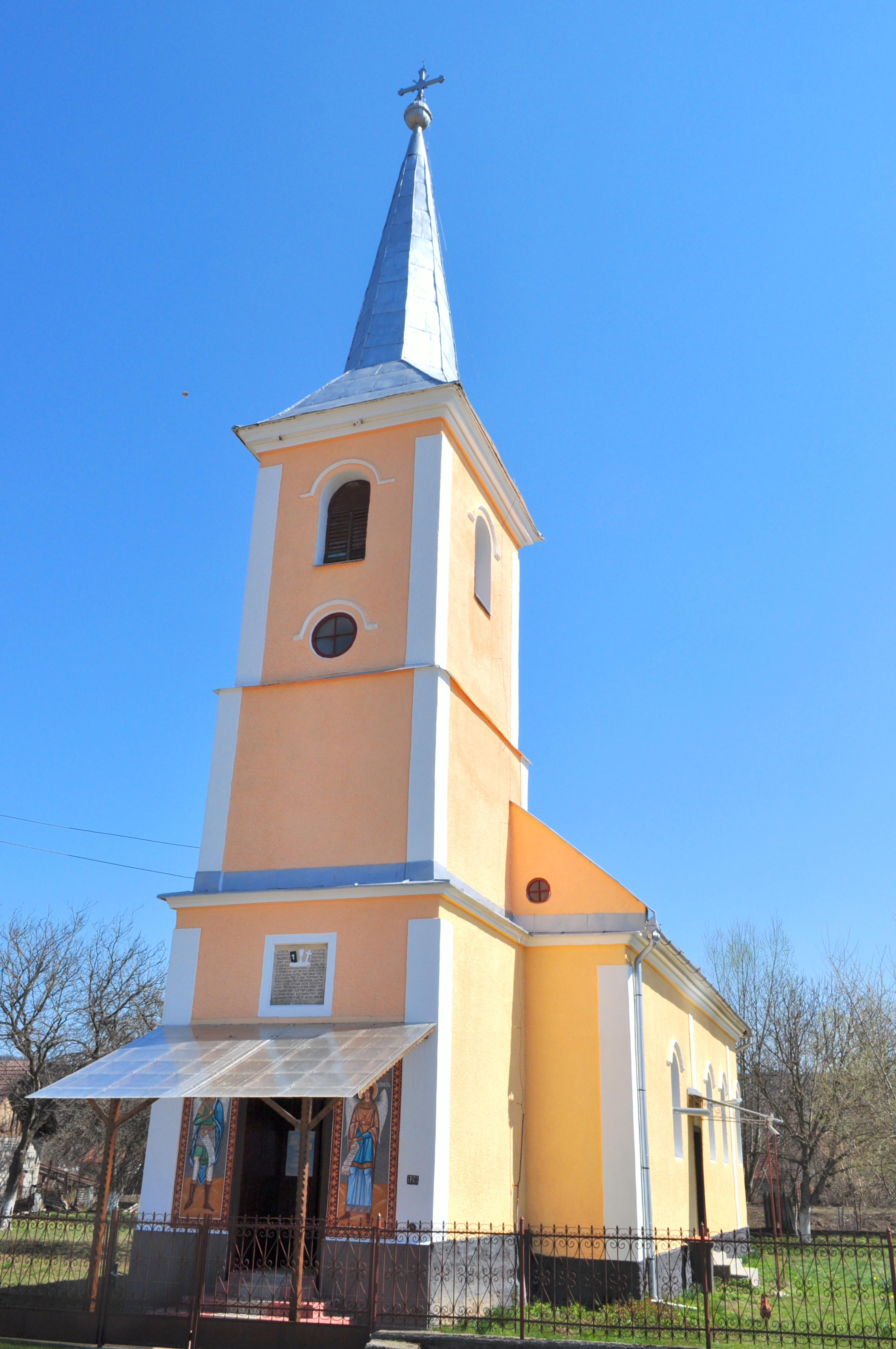
Biserica din satul Mihăiești
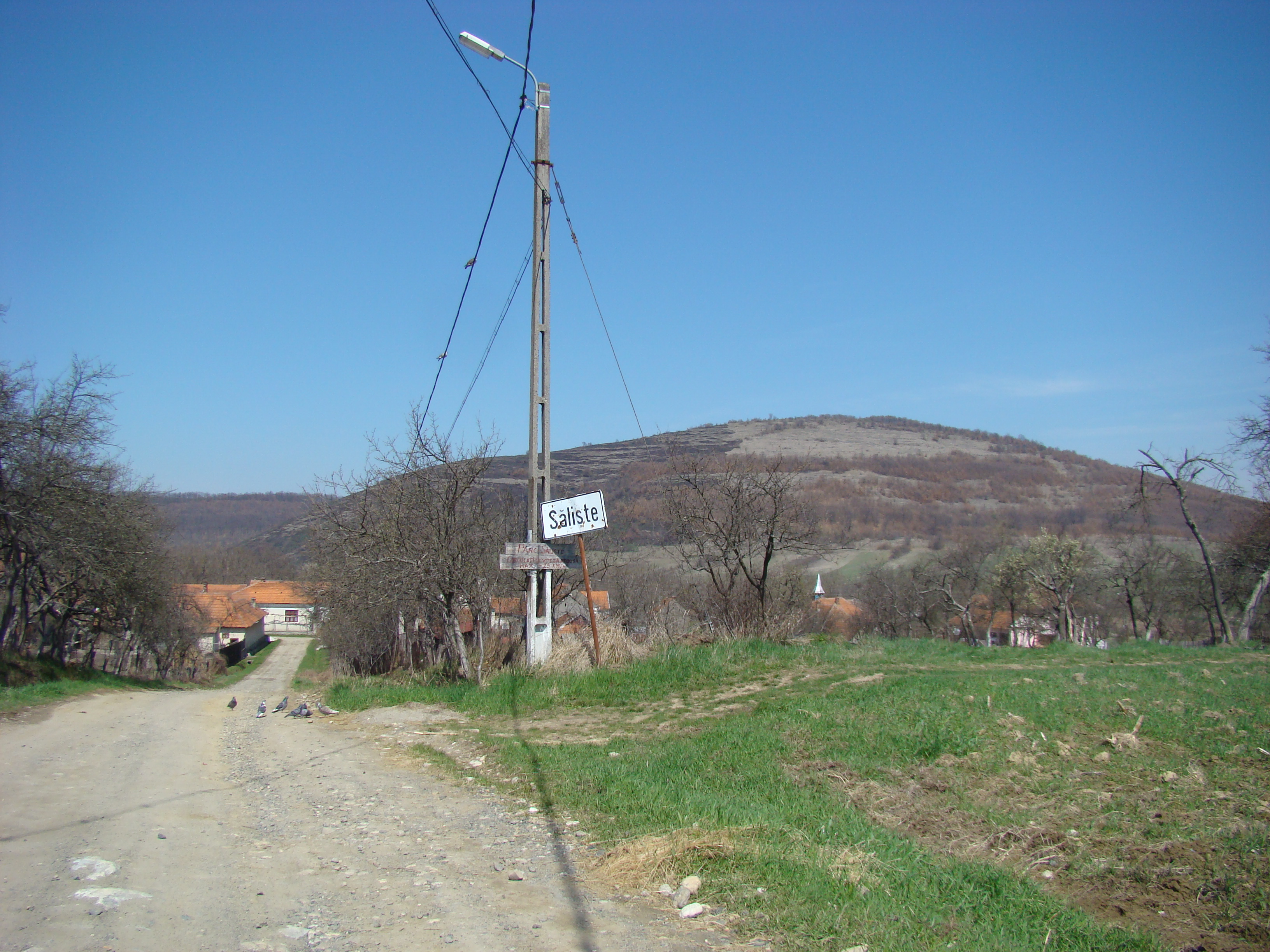
Intrarea în satul Săliște
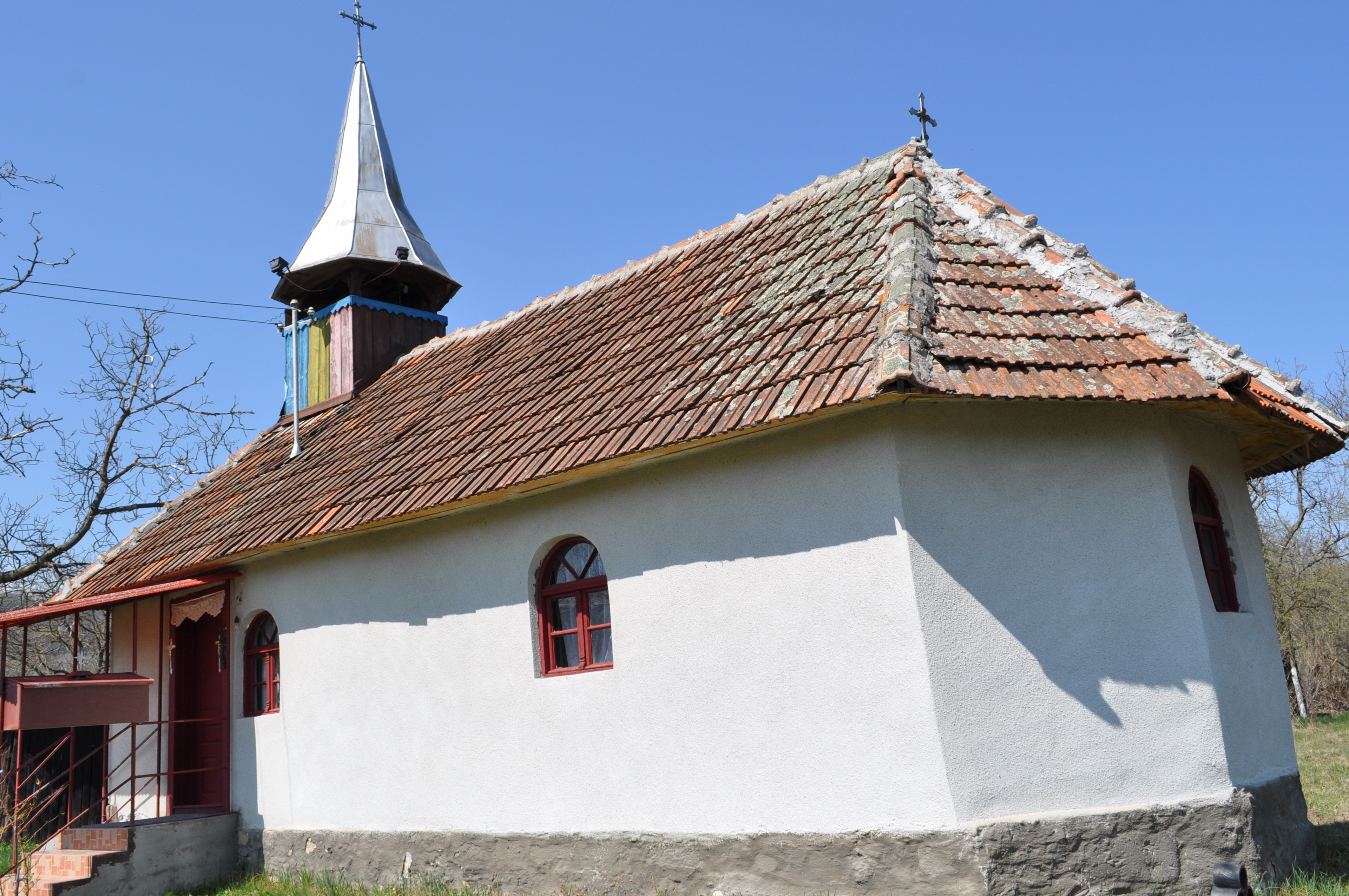
Biserica de lemn din Panc-Săliște
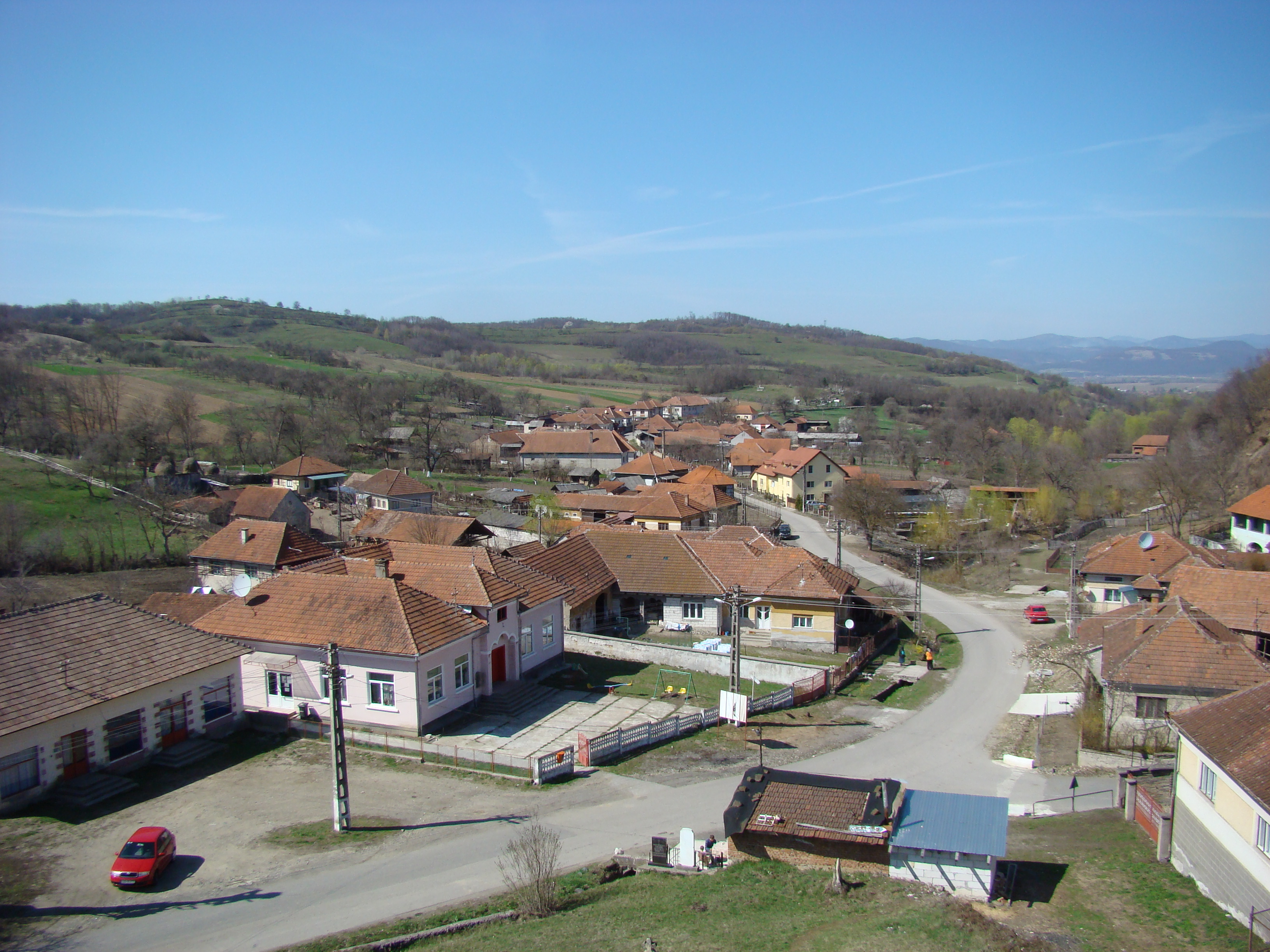
Satul Rădulești
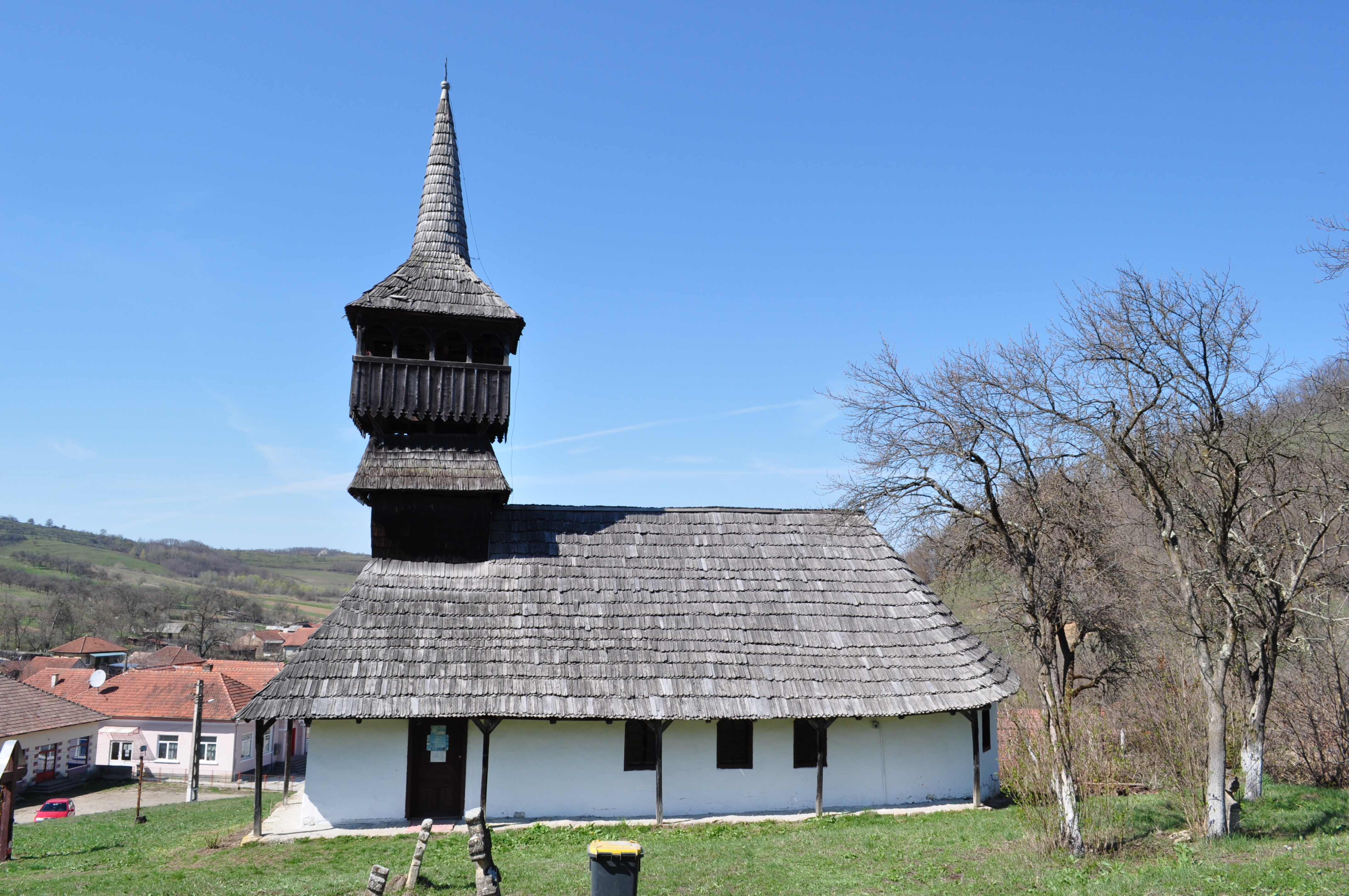
Biserica de lemn „Cuvioasa Paraschiva” din Rădulești (monument istoric)
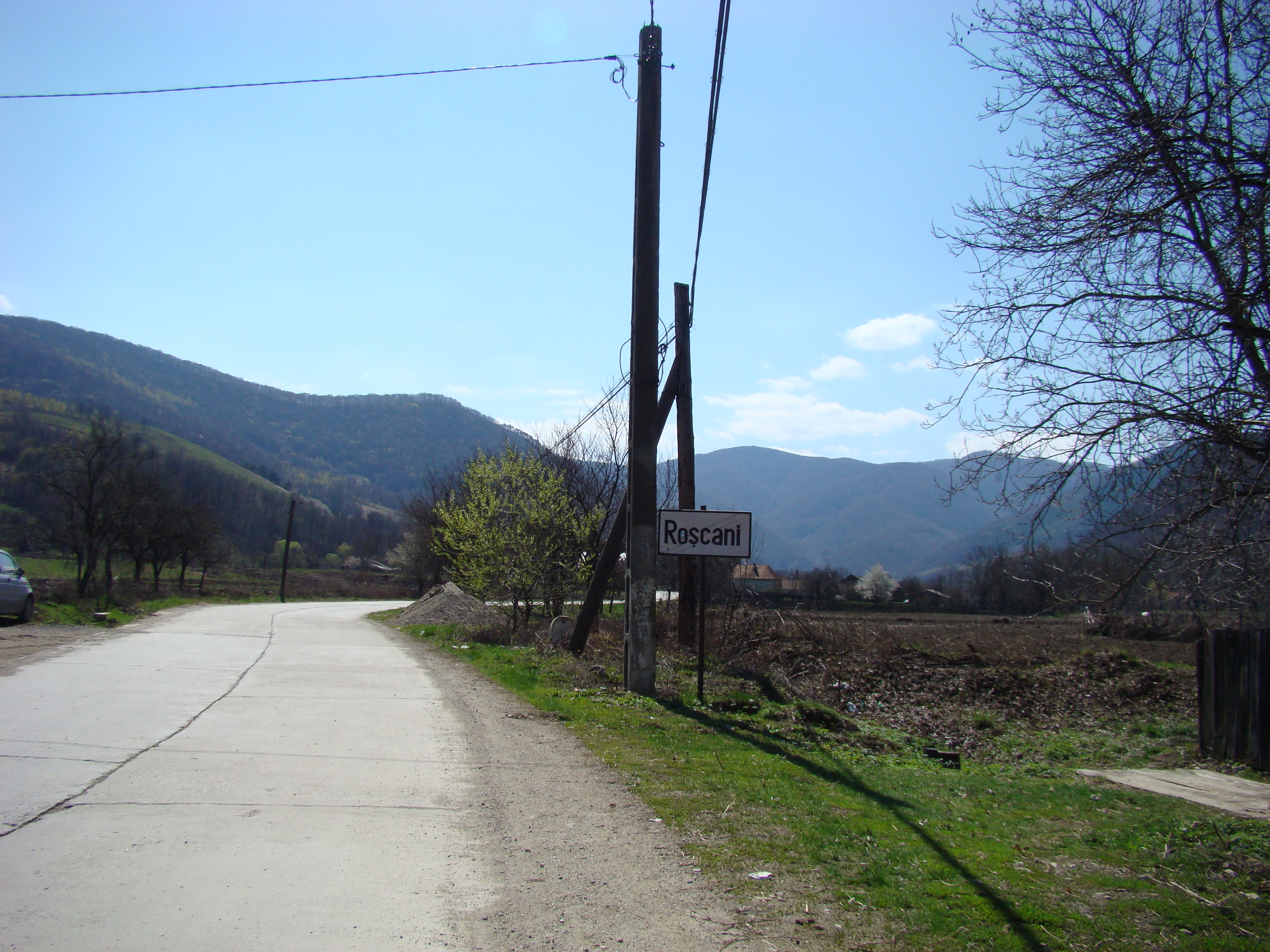
Intrarea în satul Roșcani
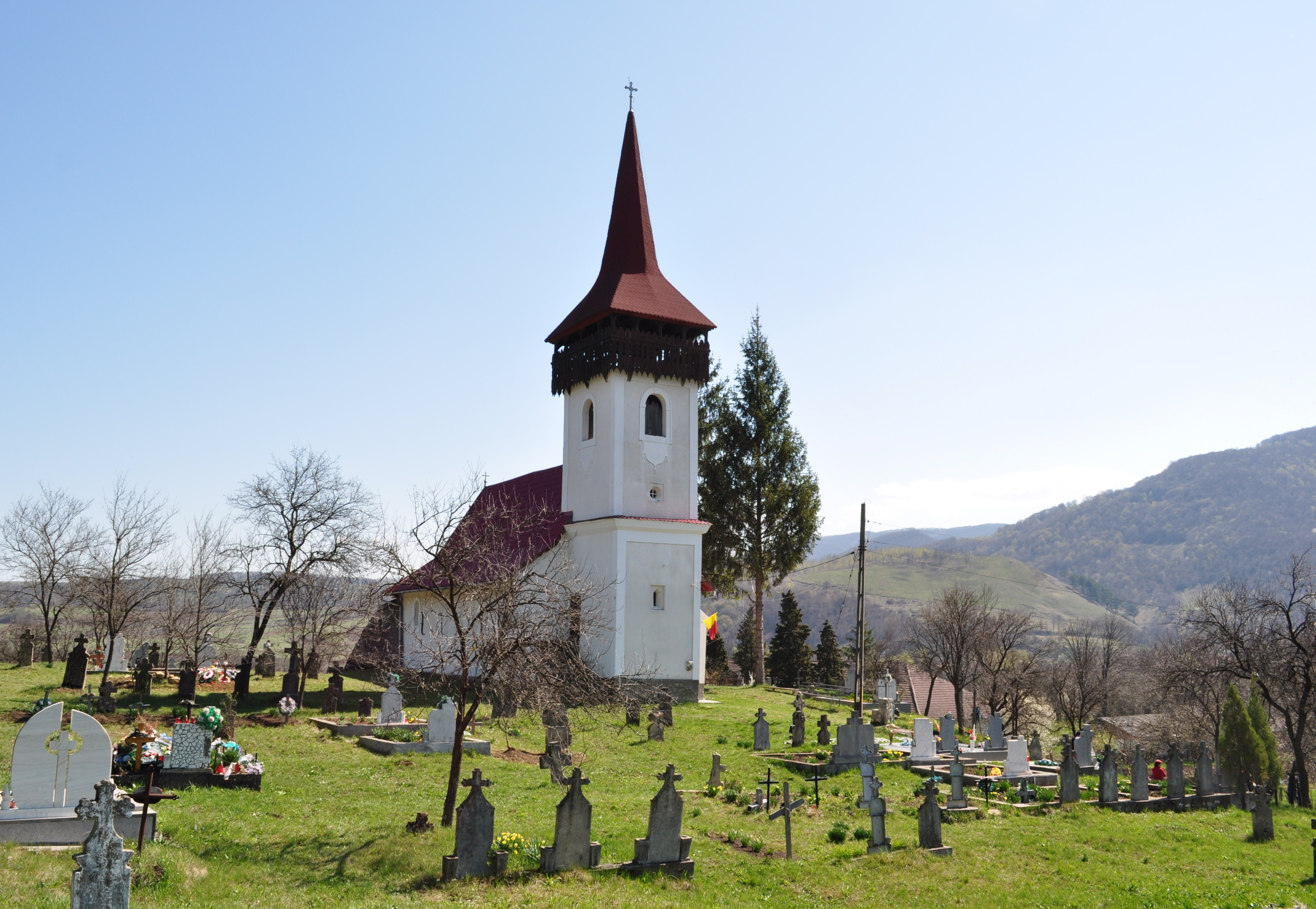
Biserica „Buna Vestire” din Roșcani (monument istoric)
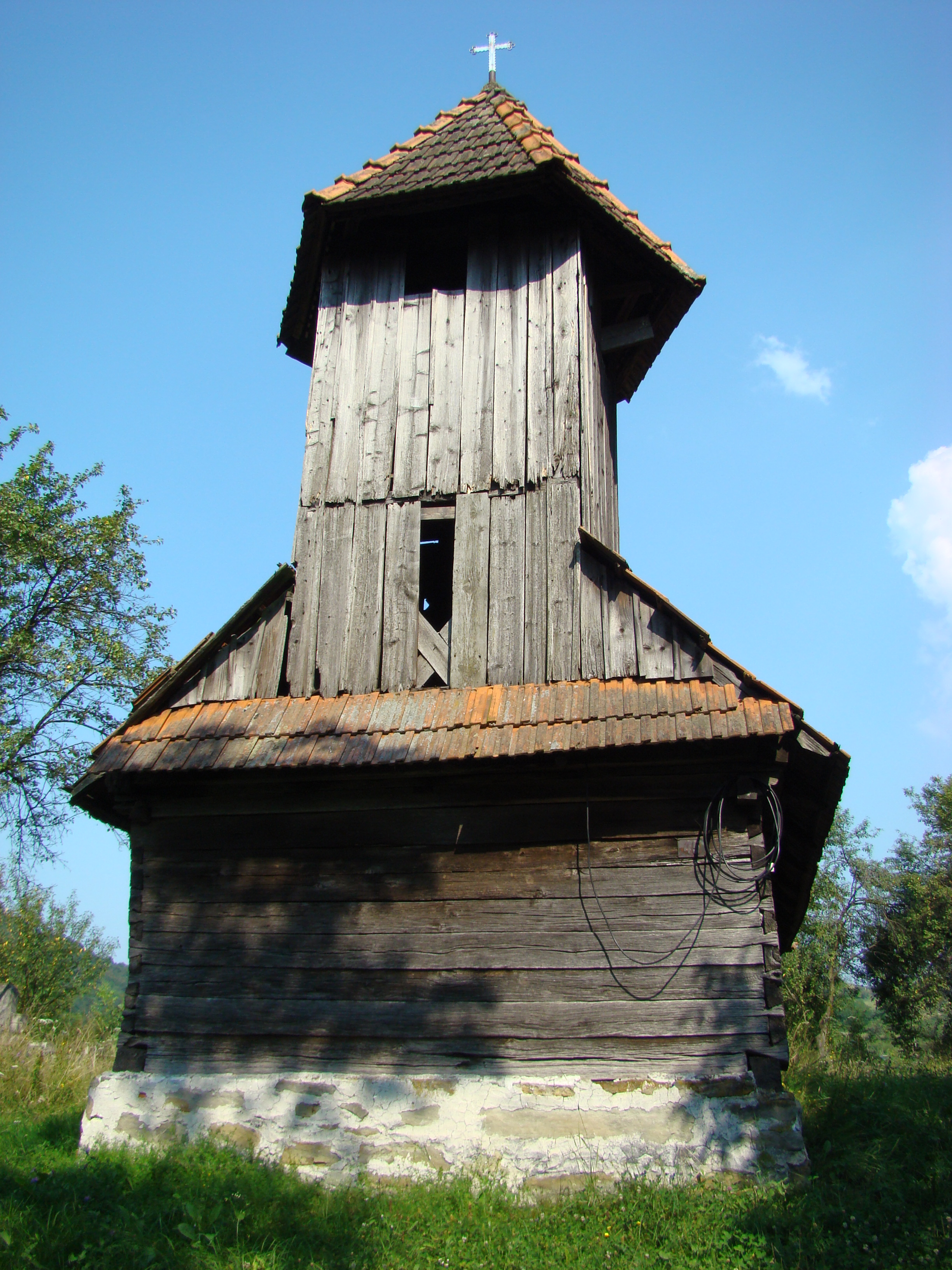
Biserica de lemn „Cuvioasa Paraschiva” din Stâncești (monument istoric)